# Не ставте Лісовику капкани…
«Не ставте Лісовику капкани…» (рос. «Не ставьте Лешему капканы…») — радянський художній фільм 1981 року, режисера Володимира Саруханова. За мотивами повісті Анатолія Чмихала «Лісовик виходить на зв'язок».

## Сюжет
Хакасія, 1920-ті роки. Незважаючи на розгром банди Соловйова (про який розповідається у фільмі «Кінець імператора тайги»), у Радянської влади ще залишаються вороги. Чекіст Сигда Кирбижеков впроваджується в банду отамана Ігнатьєва під легендою колишнього колчаківця. Помилково звинувачений у вбивстві, Сигда йде в тайгу, і скоро з'являється таємничий Чісайна (Лісовик), захисник народу від спадкоємця Ігнатьєва — Турки.

## У ролях
- Саттар Дікамбаєв —  Сигда (Лісовик)
- Іногам Адилов —  Аднак
- Айтурган Темірова —  Тайка
- Юрій Назаров —  Заруднєв
- Ульмас Аліходжаєв —  Турка
- Георгій Назаренко —  Матвій
- Анатолій Ігнатьєв —  Ігнатьєв
- Володимир Смирнов —  Михайло Дятлов
- Ніна Саруханова —  Таня Тюрікова
- Данута Столярська —  Ольга Миколаївна
- Асанкул Куттубаєв —  старий

## Знімальна група
- Режисер — Володимир Саруханов
- Сценаристи — Володимир Саруханов
- Оператор — Олексій Чардинін
- Композитор — Едуард Хагагортян
- Художники — Анатолій Анфілов, Микола Терехов